# Vrh Letovanićki
Vrh Letovanićki is een plaats in de gemeente Lekenik in de Kroatische provincie Sisak-Moslavina. De plaats telt 84 inwoners (2001).